# Stazione di Uozu
La stazione di Uozu (魚津駅駅?, Uozu-eki) è una stazione ferroviaria della città di Uozu, nella prefettura di Toyama in Giappone. Lo scalo è in realtà costituiti da due stazioni, la principale gestita dalla JR West e servente la linea principale Hokuriku, mentre l'altra, ufficialmente denominata stazione di Shin-Uozu (新魚津駅?, Shin-Uozu-eki) serve la linea Toyama Chihō principale delle ferrovie Toyama Chihō.

## Stazione JR West

### Linee
JR West
■ Linea principale Hokuriku

### Struttura
La stazione è costituita da un marciapiede laterale e uno a isola con due binari passanti in superficie. Le banchine sono collegate al fabbricato viaggiatori da un sovrappassaggio, e sono presenti servizi igienici, sala d'attesa, biglietteria automatica e presenziata.
| 1-2 | ■ Linea principale Hokuriku | per Toyama e Kanazawa  |
| 2-3 | ■ Linea principale Hokuriku | per Itoigawa e Naoetsu |

## Stazione Toyama Chihō

### Linee
Ferrovie Toyama Chihō
■ Linea Toyama Chihō principale

### Struttura
La stazione è costituita da un marciapiede a isola con due binari, ed è collegata alla stazione JR West da un sottopassaggio che esce sul piazzale principale di fronte alla stazione.

### Stazioni adiacenti
| 《                            | Servizio                                  | 》                        |
| Linea principale Hokuriku     | Linea principale Hokuriku                 | Linea principale Hokuriku |
| ----------------------------- | ----------------------------------------- | ------------------------- |
| Higashi-Namerikawa            | -                                         | Kurobe                    |
| Linea Toyama Chihō principale |                                           |                           |
| Dentetsu-Uozu                 | Locale Espresso Rapido Espresso           | Kyōden                    |
| Dentetsu-Uozu                 | Espresso Limitato Espresso Limitato Alpen | Dentetsu-Kurobe           |